# Glochidion elmeri
Glochidion elmeri är en emblikaväxtart som beskrevs av Elmer Drew Merrill. Glochidion elmeri ingår i släktet Glochidion och familjen emblikaväxter. Inga underarter finns listade i Catalogue of Life.
Arten växer på Borneo, i Sabah-provinsen.